# Albrecht von Krockow
Albrecht Otto Ernst von der Wickerau Graf von Krockow (ur. 2 września 1913 w Krokowej, zm. 28 marca 2007 w Trewirze) – członek rodziny von Krockow, której motto brzmi In Deo Spero – W Bogu nadzieja. Działacz na rzecz pojednania polsko-niemieckiego, deputowany, radca handlowy. Honorowy Obywatel gminy Krokowa.

## Życiorys
Ukończył gimnazjum w Sopocie, później studiował w Heidelbergu.
Aby uniknąć rozkazu mobilizacyjnego, 26-letni Albrecht dokonał samookaleczenia: stracił palec u nogi.
Był członkiem SA, a od 23 lipca 1940 r. przynależał do chorągwi konnej SS (niem. 2. SS-Reiterstandarte) w Gdańsku i awansował na stopień plutonowego (niem. Unterscharführera). Należeli do niej przeważnie zamożni Niemcy, których stać było na własnego wierzchowca. 
Gospodarzem majątku był do końca II wojny światowej, w której zginęli jego trzej bracia: Heinrich, Reinhold, Ulrich. Z kwerendy, którą na zlecenie wojewody pomorskiego wykonał profesjonalny historyk, wynika, że nekrologi wszystkich trzech poległych braci von Krockow zawierały stwierdzenie: W ciężkich czasach polskich rządów pozostawali wierni niemczyźnie. W marcu 1945 r. wraz z żoną, Adeleide von Borcke, opuścił rodzinne strony. Zamieszkał w gminie Schweich w miejscowości Föhren koło Trewiru – Nadrenia Palatynat i lata powojenne spędził jako urzędnik. W 1983 r. Albrecht przyjechał do Polski, by obejrzeć rodzinne ziemie, gdzie zobaczył popadający w ruinę zamek i dwory, biedę i niegospodarność PGR-ów. Został zatrzymany i przesłuchany przez SB, po czym przerażony wyjechał do Niemiec. Podobnie jak Marion von Doenhoff, był jednym z pionierów pojednania z Polską. Był współzałożycielem polsko-niemieckiej Fundacji Europejskie Spotkania Kaszubskie Centrum Kultury Krokowa. W latach 90. był wśród inicjatorów odbudowy pałacu w Krokowej – dawnej siedziby rodu. Albrecht dostał od władz samorządowych prawo do zamieszkania w rodowej siedzibie w dwóch niedużych apartamentach, które otrzymał na wieczyste użytkowanie.
Jego 69-letni syn Ulrich, emerytowany oficer Bundeswehry, chciał kupić zamek. Do Krokowej przyjechał z ojcem, jako dojrzały człowiek nauczył się mówić po polsku. Od lat prowadzi w okolicach Pucka działalność gospodarczą, dzięki której odzyskuje kontrolę nad nieruchomościami należącymi niegdyś do von Krockowów.